# Пелатиково
Пелати́ково (болг. Пелатиково) — село в Кюстендильській області Болгарії. Входить до складу общини Невестино.

## Населення
За даними перепису населення 2011 року у селі проживали 133 особи, з них 129 осіб (98,5%) — болгари.
Розподіл населення за віком у 2011 році:
Динаміка населення: